# Leaving Through the Window
Leaving Through the Window è un album dei Something Corporate del 2002.

## Tracce
1. I Want to Save You – 4:22
2. Punk Rock Princess – 3:52
3. I Woke Up in a Car – 4:13
4. If You C Jordan – 4:15
5. The Astronaut – 4:28
6. Hurricane – 3:50
7. Cavanaugh Park – 4:18
8. Fall – 3:40
9. Straw Dog – 3:49
10. Good News – 3:51
11. Drunk Girl – 4:07
12. Not What It Seems – 3:18
13. You're Gone – 4:37
14. Globes & Maps – 4:48

## Formazione
- Andrew McMahon - voce, piano
- Josh Partington - chitarra solista
- Clutch - basso
- Brian Ireland - batteria